# カスピアン航空7908便墜落事故
カスピアン航空7908便墜落事故（カスピアンこうくう7908びんついらくじこ）は、2009年7月15日にイランのテヘランからアルメニアのエレバンへ向かっていた定期商業航空便のツポレフTu-154Mが、イラン北西部のガズヴィーン郊外のジャンナターバード村近くに墜落した航空事故である。搭乗していた乗員15人乗客153人は全員が死亡したと報じられている。
この事故はツポレフTu-154の事故では57回目、イランにおける同種の事故における被害の規模では5番目の大きさとなる。

## 事故機
事故機は、イラン航空当局報道官によるとイランの航空会社カスピアン航空が運航する1987年製造のツポレフ Tu-154Mである。同機種は1972年から94年にかけてロシア生産航空機のベストセラーであった。墜落から数時間後に3つのうち2つのフライトレコーダーが回収された。これらは損傷を受けているものの、事故原因の特定に十分な情報がもたらされるものと期待されている。
公式に確認された情報ではないが、広く報道されるところによると事故機はEP-CPGとされている。EP-CPGは1987年4月20日にYA-TARとして運航に入り、1988年にアリアナ・アフガン航空に売却され、さらに1998年4月15日にカスピアン航空に売却されEP-CPGとなった。製造から11年目のことである。
同機は2009年6月に安全性の確認が行われ、2010年までの耐空証明を取得している。アルメニア航空当局者の発言によると、通過した6月の技術検査はロシア南部のミネラリヌイエボードゥイ空港で行われたものであるという。しかしながら、これについて同空港長のユーリ・サモスノフは、RIA Novostiとのインタビューで「整備が当空港で行われたものであったとしても、何か発言する立場にはない」としてこれらの報道について確認をしていない。
イランの航空機材は機齢が高く、安全性の記録も貧弱なものである。また西側機材についてのスペア部品の獲得も困難である。これは1979年のイラン・イスラーム革命後の禁輸により、ボーイングなどアメリカおよびヨーロッパ製の新たな機材購入が不可能なためである。イランはロシア製機材の購入でこれを補っている。

## 事故
墜落はイラン夏時間11時33分（協定世界時7時3分）にテヘランのエマーム・ホメイニー国際空港を離陸してから16分後のことであった。複数の当局者によると、事故機の尾部で突然火災が発生した。このため操縦士は安全に着陸できる地点を捜して旋回したものの失敗し、農地に墜落して完全に破壊された。墜落地には10mにおよぶ溝が刻まれた。当時この地点から300m以内の場所にいたというある目撃者は「飛行機が空から降ってきたよう」であったという。事故から3時間後には火災が周囲200平方メートル以上を焼いた。目撃者はファールス通信に次のように話している。

I saw the plane when it was just ... above the ground. Its wheels were out and there was fire blazing from the lower parts. It seemed the pilot was trying to land and moments later the plane hit the ground and broke into pieces that were scattered far and wide.
（和訳）私が見たとき、ちょうど飛行機が地面に迫っているところでした。車輪は出ていて、機体の下部から火を噴いていました。パイロットはなんとか着陸させようとしていたようですが、その直後に機体は地面に打ち付けられ、粉々に壊れて広範囲に散らばりました。
—目撃者アボルファズル・イーダジー,ファールス通信

7月16日、飛行中の音声記録をおさめたコックピットボイスレコーダーと、おなじくシステム情報をおさめたフライトデータレコーダーの両ブラックボックスが発見された。しかしながら、うち一つは損傷を受けていたと首席調査官アフマド・マジーディーは報告している。当事故はイラン軍のイリューシン Il-76が墜落し302人が死亡した2003年の事故以来、最悪のものとなる。また民間航空機の事故としては、これまでで最悪のものである。

## 乗客

### 国籍
報道によると168人の搭乗者のうち160人（うち乗員13人）がイラン国籍であった。6人（うち乗員2人）がアルメニア国籍、2人がグルジア国籍、2人がカナダ国籍、2人がオーストラリア国籍であった。なおカナダ国籍者の2名と、オーストラリア国籍者の2名は、それぞれイラン国籍との二重国籍者である。

### 著名な乗客
- イラン柔道ナショナルユースチームの全員。選手8人、コーチ2人[4][20]
- 前イラン国会議員（2000年から2004年。少数派議席）レヴォン・ダヴィーディヤーン[21]
- ナテラ・ニコラヴァ（駐イラン・グルジア大使の妻）

## 反響
当局の公式声明はまだ発表されていないが、イラン大統領マフムード・アフマディーネジャードは犠牲者と遺族に弔意を示した。またアルメニア大統領セルジ・サルキシャンは7月15日、翌16日を同国服喪の日とする大統領令に署名した。

## 調査
アルメニア大統領セルジ・サルキシャンは7月15日、墜落に関する政府調査団の派遣を発表した。副首相アルメン・ゲヴォルギヤンが代表を務める予定である。
イラン当局者は墜落を技術的要因によるものとしている。3つのブラックボックスが発見されており、うち2つは深刻な損傷を受けている。
2014年12月23日に事故の経過報告が発表された。事故機が高度9,700メートルまで上昇していたとき、クルーが第1エンジンの火災に関する事を報告していた。8,700メートルまで上昇し、墜落の3分前に機体は270度の旋回を行い、毎秒約70メートルのほぼ垂直に近い降下率で急降下し始めた。離陸から16分後に機体は高速でホメイニ空港から約120キロメートルのDžannatabad村の近くに墜落した。墜落現場には約10メートルの深さのクレーターができた。
最終的な事故報告書は2011年にイラン当局によって発表された可能性が高かったが、2019年に部分的に英語に翻訳されるまで、広く注目されることはなかった。
事故報告書によると、事故は第1エンジンの低圧圧縮機の第1ローターの疲労破壊が原因であり、その結果ローターディスクが崩壊したことが分かった。ローターディスクの破片が第1エンジンを破壊し、1番と3番油圧システムを切断し、第2エンジンへの燃料管が切断され、航空機の尾部で大きな火災が発生した。この火災により、昇降舵を作動させるロッドが損傷し、機体が制御不能となった。
事故前にロシア航空メーカーのツポレフは、低圧圧縮機の厳格なテストを要求していたが、ロシアの業者にロシア語のみで提供されていただけであった。事故から6日後、ツポレフは各国の業者に要求を実施した。